# Jean-Baptiste Léonetti
Jean-Baptiste Leonetti (París, 1967) és un director de cinema francès, sorgit del món de la publicitat.

## Filmografia
- 2003: Le Pays des ours (migmetratge)
- 2011 : Carré blanc[3]
- 2015 : Beyond The Reach
- 2023 : Tondex 2000 (curtmetratge)

## Distincions
- 2012: Premi singular de cinema de parla francesa per Carré blanc